# Axel Fält
Axel Samuel Fält (i riksdagen kallad Fält i Eggby), född 23 mars 1883 i Eggby församling, död 17 september 1944 i Falköping, var en svensk småbrukare och socialdemokratisk politiker.
Fält var ledamot av riksdagens andra kammare från 1933, invald i Skaraborgs läns valkrets.